# John Gordon (14e comte de Sutherland)
Pour les articles homonymes, voir John Gordon et Gordon.
John Gordon (1609-1679) est le 14e comte de Sutherland. Il est marié à Lady Jean Drummond, fille de James Drummond, 1er comte de Perth, dont il a quatre enfants, dont George Gordon (15e comte de Sutherland), son héritier. Il épouse en secondes noces Anna Fraser, fille de Hugh Fraser, 7e Lord Lovat. Il est nommé par le Parlement d'Écosse au poste de gardien du sceau privé d'Écosse en 1649, poste qu'il occupe jusqu'en 1660. Il est le seul détenteur du sceau privé de l'Écosse à être nommé par le Parlement.